# Lucenay-lès-Aix
Lucenay-lès-Aix is een gemeente in het Franse departement Nièvre (regio Bourgogne-Franche-Comté). De plaats maakt deel uit van het arrondissement Nevers. Lucenay-lès-Aix telde op 1 januari 2022 951 inwoners.

## Geografie
De oppervlakte van Lucenay-lès-Aix bedroeg op 1 januari 2022 55,05 vierkante kilometer; de bevolkingsdichtheid was toen 17,3 inwoners per km².

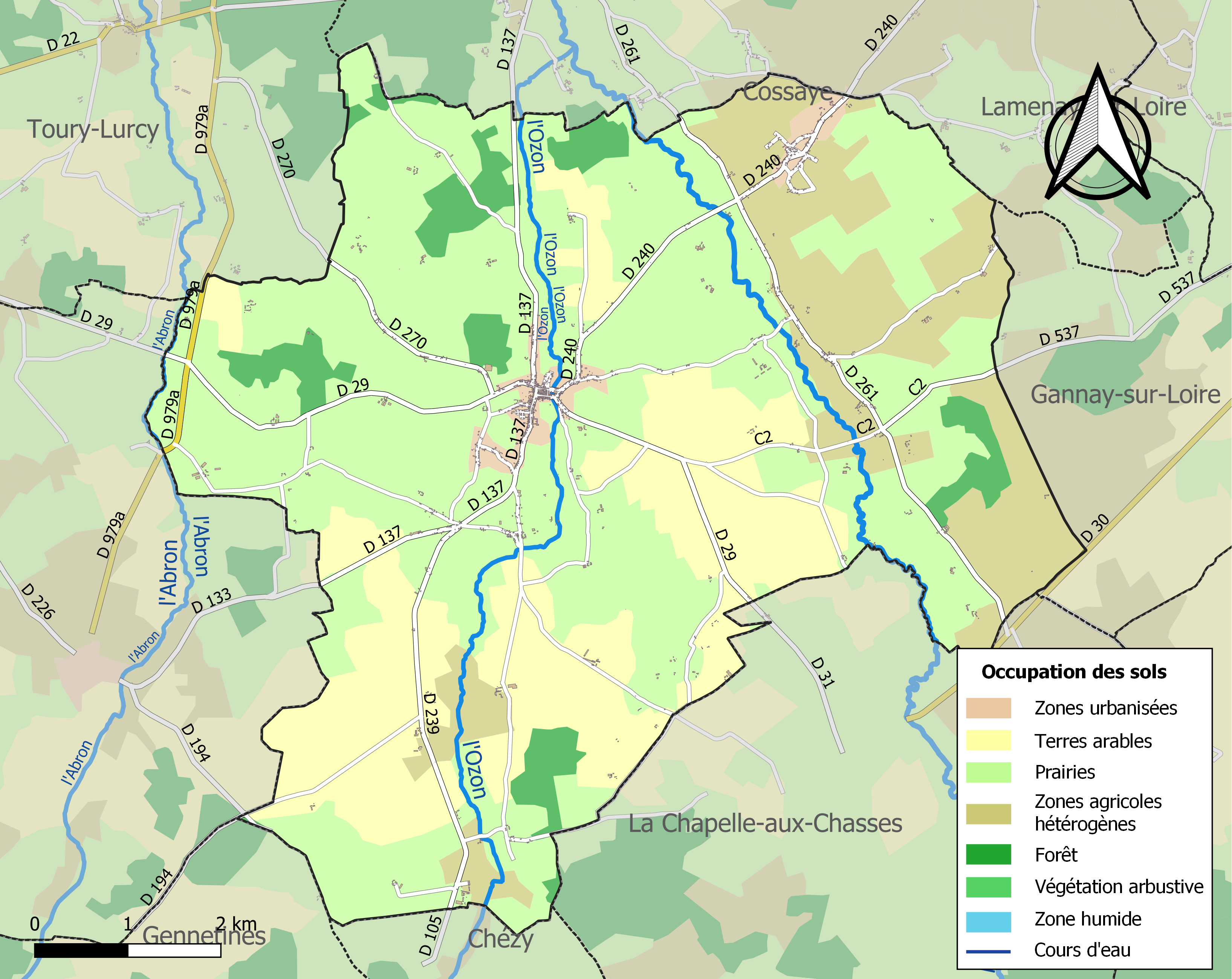
Kaart van de gemeente met de belangrijkste infrastructuur, bodemgebruik en omliggende gemeenten

## Demografie
Onderstaande figuur toont het verloop van het inwonertal (bron: INSEE-tellingen).